# Royal Aircraft Factory S.E.5
O Royal Aircraft Factory S.E.5 foi um caça biplano britânico utilizado na Primeira Guerra Mundial.
Apesar dos primeiros exemplares terem chegado à Frente Ocidental antes do Sopwith Camel, e de no geral ter uma performance bastante superior, problemas com o seu motor Hispano-Suiza levaram a que existisse uma escassez crónica de S.E.5s até meados de 1918, e a que houvesse muito mais esquadras equipadas com o Sopwith Camel.
O S.E.5 e o Camel foram foram essenciais na reconquista da espaço aéreo pelos aliados em meados de 1917, e em mantê-lo até ao final da guerra.

## Histórico

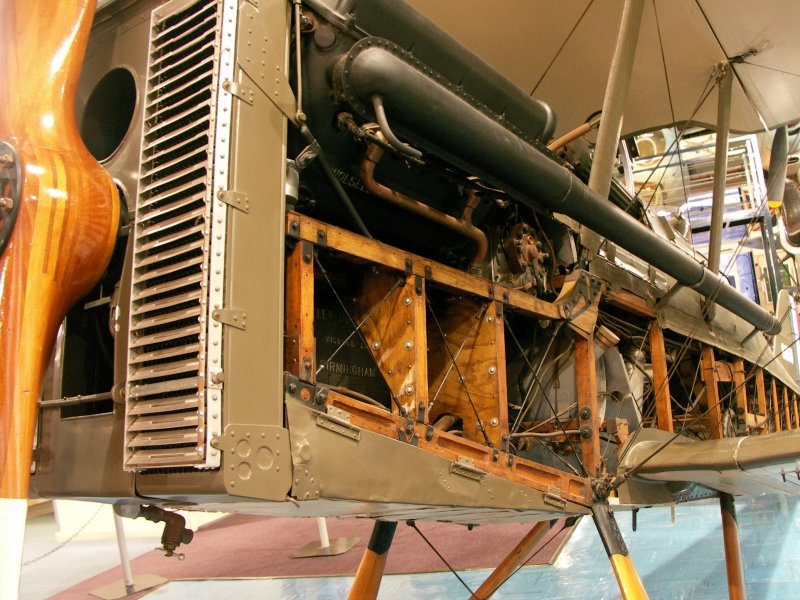
Estrutura de construção de madeira do S.E.5a.

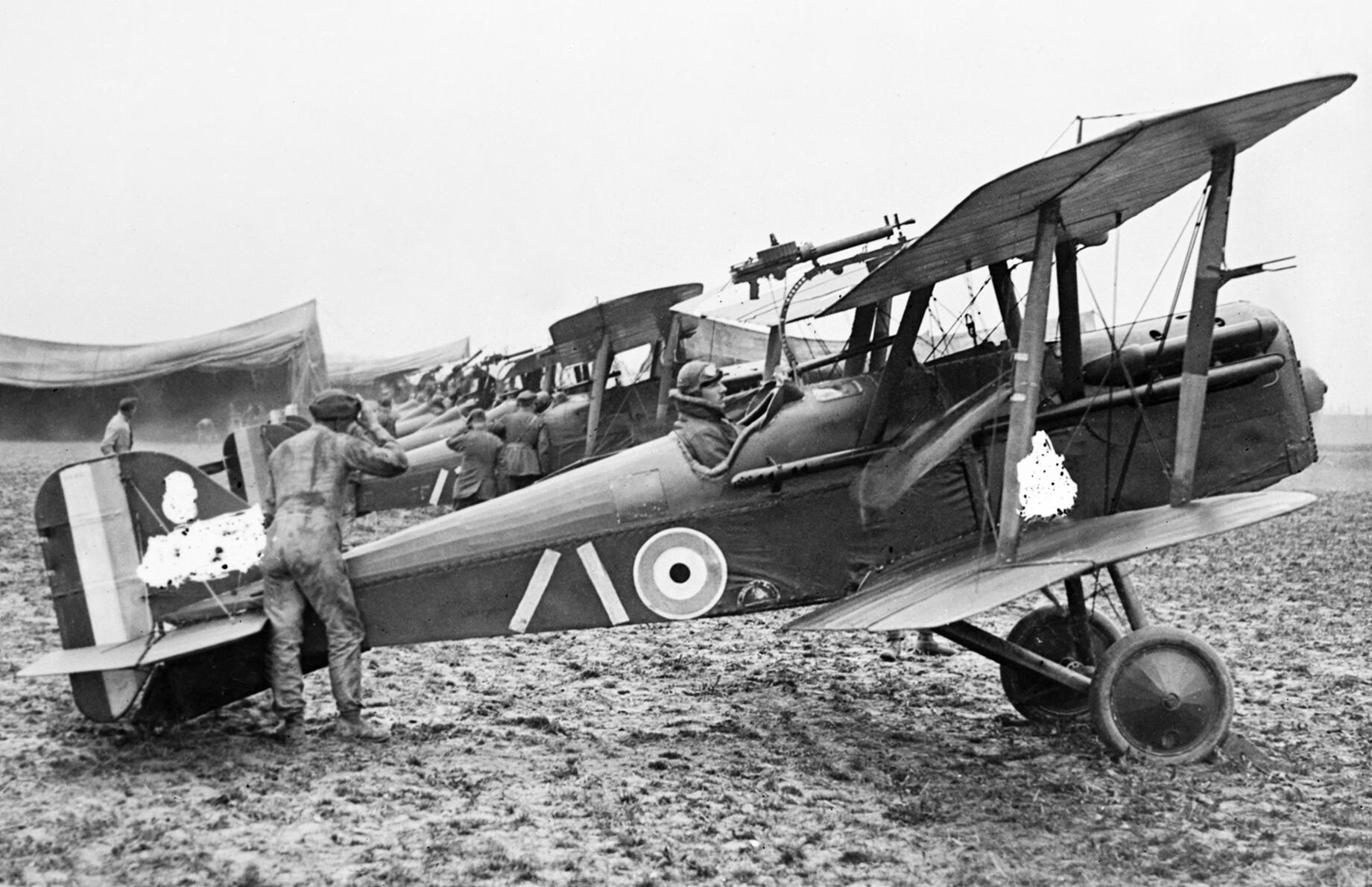
Um avião S.E.5a do Esquadrão 32 da RAF. A censura da guerra removeu os números de série.

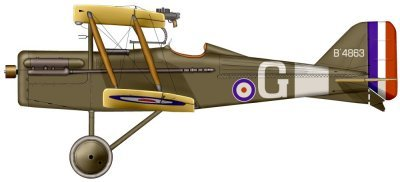
O S.E.5a de James McCudden.

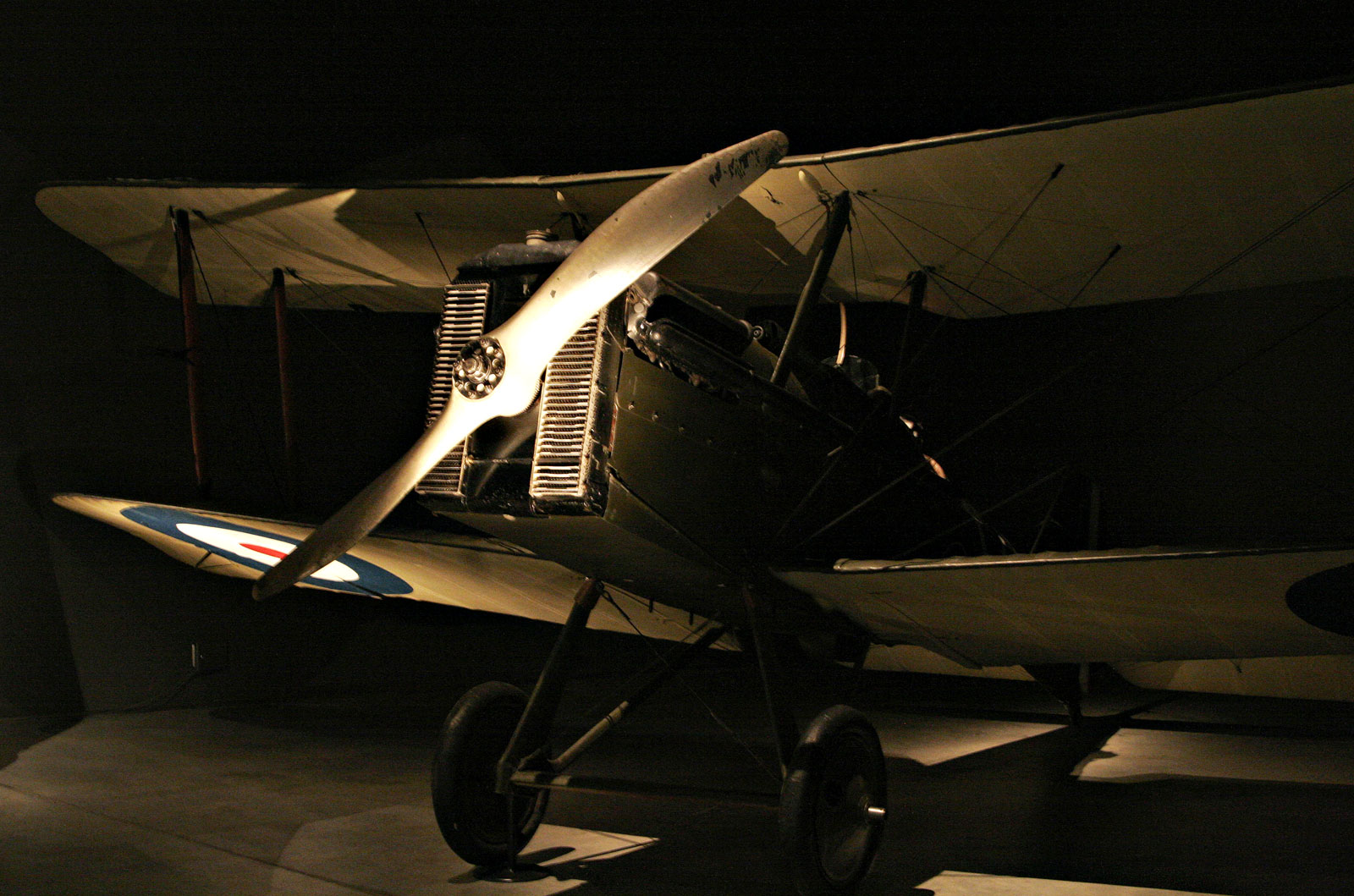
Um S.E.5a no Australian War Memorial.

O S.E.5 (de Scout Experimental 5) foi projetado por Henry P. Folland, John Kenworthy e Frank Goodden da Royal Aircraft Factory em Farnborough. Ele foi projetado ao redor do novo motor Hispano-Suiza 8, um V8 de 150 hp que, apesar da excelente performance, estava ainda pouco desenvolvido e pouco confiável. O primeiro dos três protótipos, voou em 22 de Novembro de 1916. Os primeiros dois protótipos foram perdidos em quedas, devido a fraqueza no projeto de suas asas. O terceiro protótipo sofreu modificações antes do início da produção; o S.E.5 era conhecido em serviço como um avião extremamente forte que podia ser colocado em mergulho em altas velocidades – e as asas mais retangulares melhoravam o controle lateral em baixa velocidade. 5.205 deles foram fabricados.
O S.E.5 entrou em serviço com o Esquadrão 56 do RFC em Março de 1917, no entanto, o esquadrão não o usou na Frente Ocidental até o mês seguinte. Todos estavam desconfiados do grande para-brisas arredondado usado nos primeiros modelos de produção. Eles foram usados para proteger o piloto que ficava sentado numa posição mais alta, para melhorar a visibilidade sobre a asa superior. O esquadrão não voou sua primeira patrulha com o S.E.5 até 22 de Abril, quando, por insistência do major Blomfield, oficial comandante do 56º esquadrão, todos os aviões foram equipados com pequenos para-brisas retangulares convencionais. A questão da posição mais alta, foi resolvida simplesmente baixando o assento, numa posição mais convencional e confortável que os pilotos preferiam. Não houve reclamações da visibilidade do piloto em voo, de fato a visibilidade foi citada como um dos pontos fortes do modelo.

## Variantes
S.E.5
Primeira versão de produção. Caça biplano monoposto, equipado com um motor Hispano-Suiza 8a de 150 hp.
S.E.5a
Versão de produção melhorada, equipado com um motor Hispano-Suiza 8b de 200 hp ou um Wolseley Viper, também de 200 hp.
S.E.5b
Protótipo experimental, com asas semi-sesquiplano, nariz afilado e radiador retrátil.
Eberhart S.E.5e
S.E.5a montado com partes sobressalentes pela companhia americana Eberhart Aeroplane, equipado com motor Wright-Hispano E de 180 hp e fuselagem coberta por lâminas de madeira, cerca de 60 foram construídas.
Um total de 5.265 S.E.5 foram construídos por seis fabricantes: Austin Motor Company (1.650), Air Navigation and Engineering Company (560), Curtiss (1), Martinsyde (258), Royal Aircraft Establishment (200), Vickers (2.164) e Wolseley Motors Limited|Royal Aircraft Factory (431).

## Usuários
- África do Sul
- Argentina
- Austrália
- Brasil — uma unidade operada pela Aviação Militar (posteriormente, Aviação do Exército).
- Canadá
- Chile
- Estados Unidos
- Irlanda
- Polónia
- Reino Unido

## Especificação (S.E.5a)

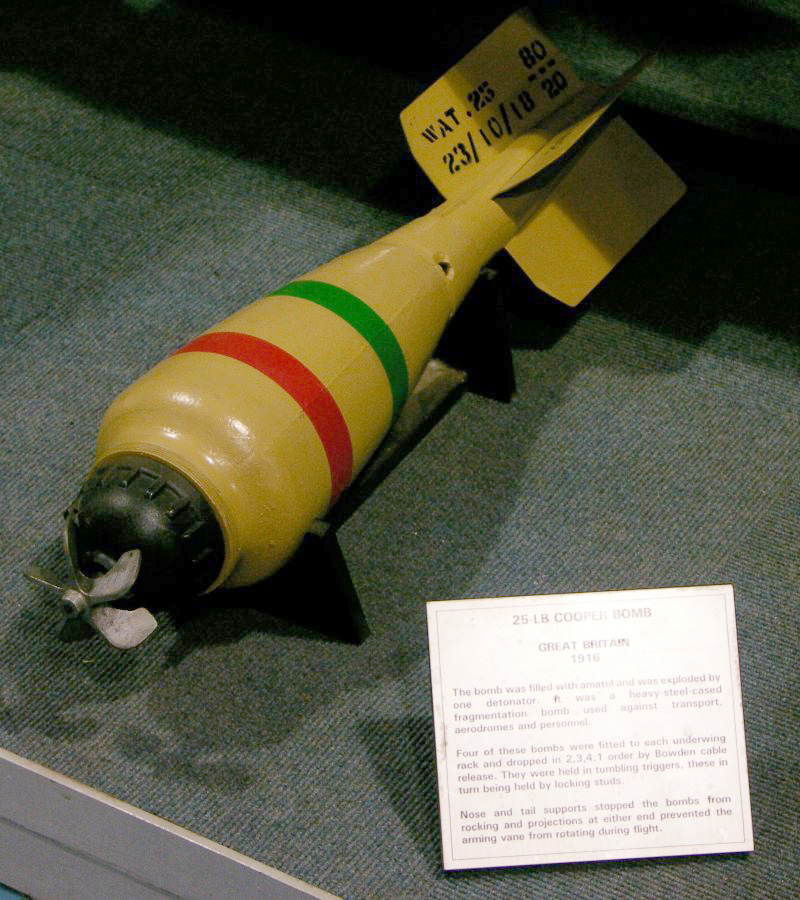
Bomba Cooper de 11 kg.

Estas são as características do S.E.5a
- Características gerais:
  - Tripulação: um
  - Comprimento: 6,38 m
  - Envergadura: 8,11 m
  - Altura: 2,89 m
  - Área da asa: 22,67 m²
  - Peso vazio: 639 kg
  - Peso carregado: 880 kg
  - Peso máximo na decolagem: 902 kg
  - Motor: 1 x Hispano-Suiza 8, ou Wolseley Viper refrigerado à água, de 200 hp.
  - Hélice: 1 x Chauvière Intégrale de 2 lâminas e 2,08 m de diâmetro.

- Performance:
  - Velocidade máxima: 222 km/h
  - Alcance: 483 km
  - Teto de Serviço: 5 185 m
  - Carga alar: 38,82 kg/m²

- Armamento:
  - Armas:
    - 1 x metralhadora Vickers de 7,7 mm com um seletor de cadência de tiros Constantinesco
    - 1 x metralhadora Lewis de 7,7 mm num suporte Foster na asa superior

  - Bombas:
    - 4 x bomba Cooper de 11 kg, duas sob cada uma das asas inferiores, para ser lançadas na ordem: 2, 3, 4, 1.